# Orthoconchoecia atlantica
Orthoconchoecia atlantica is een mosselkreeftjessoort uit de familie van de Halocyprididae. De wetenschappelijke naam van de soort werd voor het eerst geldig gepubliceerd in 1856 door Lubbock.